# Love Life (film)
Pour l’article homonyme, voir Love Life (série télévisée américaine).
Pour plus de détails, voir Fiche technique et Distribution.
Love Life (ラブライフ, Rabu raifu) est un film franco-japonais réalisé par Kōji Fukada, sorti en 2022.
Il est présenté en avant-première mondiale, en compétition dans la section « In Concorso », à la Mostra de Venise 2022.

## Synopsis
Taeko vit avec son époux Jiro et son fils Keita dans un immeuble près de ses beaux-parents. Keita est champion local du jeu Othello. Lors de la fête d'anniversaire du père de son beau père, l'enfant meurt accidentellement. Le père biologique de Keita refait alors surface. Celui-ci et l'ancienne fiancée du mari sèment le chaos au sein du couple.

## Fiche technique
Sauf indication contraire, les informations mentionnées dans cette section peuvent être confirmées par les bases de données cinématographiques IMDb et Unifrance,  présentes dans la section « Liens externes ».
- Titre original : (ラブライフ?)
- Titre français : Love Life[2]
- Réalisation et scénario : Kōji Fukada
- Musique : Olivier Goinard
- Décors : Daichi Watanabe
- Costumes : Hanaka Kikuchi[1]
- Photographie : Hideo Yamamoto (ja)
- Son : Manabu Kagara
- Montage : Sylvie Lager et Koji Fukada
- Production : Yasuhiko Hattori et Yuko Kameda
- Coproduction : Masa Sawada
- Sociétés de production : Nagoya Broadcasting Network et Chipangu[1] (Japon) ; Comme des Cinémas (France, coproduction)
- Sociétés de distribution : Elephant House (Japon) ; Art House Films (France)
- Pays de production :  Japon,  France
- Langues originales : japonais, langue des signes coréenne[1]
- Format : couleur — 1,66:1[3] — son 5.1[3]
- Genre : drame
- Durée : 123 minutes[1]
- Dates de sortie :
  - Italie : 5 septembre 2022 (Mostra de Venise)
  - Japon : 9 septembre 2022[4]
  - France : 21 novembre 2022 (Festival des 3 Continents 2022)[5] ; 14 juin 2023 (sortie nationale)
  - Belgique, Suisse romande : 14 juin 2023

## Distribution
- Fumino Kimura : Taeko
- Kento Nagayama : Jirō
- Atom Sunada : Park
- Hirona Yamazaki : Yamazaki, l'ex petite-amie de Jiro
- Misuzu Kanno : Myoe, la mère de Jiro
- Tomorowo Taguchi : Makoto
- Tetsuta Shimada : Keita, le fils de Taeko

## Accueil

### Accueil critique
En France, le site Allociné propose une moyenne de 3,7⁄5, fondée sur 25 critiques de presse.

## Distinctions

### Sélections
- Mostra de Venise 2022 : sélection officielle[7]
- Festival international du film de Toronto 2022 : Contemporary World Cinema[8]
- Festival international du film de Busan 2022 : Fenêtre sur le cinéma asiatique
- Festival des 3 Continents 2022 : compétition internationale[9]
- Festival du cinéma japonais contemporain Kinotayo 2022 : film d'ouverture
- Festival international des cinémas d'Asie de Vesoul 2023 : avant-première